# Бондарівка (Марківська селищна громада)
Бондарі́вка — село в Україні, у Марківській селищній громаді Старобільського району Луганської області. Населення становить 1682 осіб.
Село постраждало внаслідок геноциду українського народу, вчиненого урядом СРСР у 1932—1933 роках, кількість встановлених жертв — 102 людей.

### Відомі люди
Білокобильський Сергій Михайлович — офіцер Збройних Сил України, капітан, загинув під час виконання завдань в зоні проведення АТО.

## Населення

### Мова
Розподіл населення за рідною мовою за даними перепису 2001 року:
| Мова       | Кількість | Відсоток |
| ---------- | --------- | -------- |
| українська | 1581      | 94.00%   |
| російська  | 90        | 5.34%    |
| вірменська | 9         | 0.54%    |
| білоруська | 2         | 0.12%    |
| Усього     | 1682      | 100%     |